# UEFA Regions’ Cup

Logo des UEFA Regions’ Cup

Der UEFA Regions’ Cup ist ein internationaler Wettbewerb für europäische Amateur-Fußballmannschaften. Er wird seit 1998 alle zwei Jahre vom europäischen Fußballverband UEFA ausgerichtet.
Die Wiedereinführung des Regions Cup als pan-europäischen Amateurwettbewerb wurde 1996 vom Exekutivkomitee der UEFA beschlossen. Er ist der Nachfolgewettbewerb des 1966 eingeführten UEFA Amateur Cup, der 1978 aufgrund des mangelnden Interesses der Mitgliedsverbände und der Zuschauer eingestellt worden war. Mit der Gründung eines Ausschusses für Amateurfußball innerhalb der UEFA wurde die Idee des Wettbewerbes wiederbelebt. An der Stelle von Vereins- oder Nationalmannschaften wurden für den neuen Pokal nur Regionalauswahlen zugelassen.

## Modus
Alle 54 Mitgliedsverbände können, sofern sie nationale Wettbewerbe für Amateurmannschaften austragen, je einen Vertreter für den Regions’ Cup benennen. Ursprünglich ermittelten die Mannschaften während der Qualifikation in K.-o.-Runden acht Teilnehmer, die dann in einem Turnier den Pokalsieger ausspielen. Seit 2004 finden auch die Qualifikationsspiele in kleinen Turnieren statt.

## Bisherige Endspiele
| Saison  | Gastgeber                                                | Sieger                                           | Ergebnis                                         | Verlierer                                        |
| ------- | -------------------------------------------------------- | ------------------------------------------------ | ------------------------------------------------ | ------------------------------------------------ |
| 1998/99 | Stadio Delle Terme Abano Terme, Italien                  | Venetien Italien                                 | 3:2                                              | Madrid Spanien                                   |
| 2000/01 | Stadion Letná Zlín, Tschechien                           | Zentralmähren Tschechien                         | 2:2 4:2 i. E.                                    | Braga Portugal                                   |
| 2002/03 | Albstadion Heidenheim an der Brenz, Deutschland          | Piemont-Aostatal Italien                         | 2:1                                              | Ligue du Maine Frankreich                        |
| 2004/05 | KS Proszowianka Proszowice, Polen                        | Baskenland Spanien                               | 1:0                                              | Südwest-Sofia Bulgarien                          |
| 2006/07 | Chadschi-Dimitar-Stadion Sliwen, Bulgarien               | Niederschlesien Polen                            | 2:1 n. V.                                        | Südost-Region Bulgarien                          |
| 2008/09 | Stadion ŠRC Zaprešić Zagreb, Kroatien                    | Kastilien und León Spanien                       | 2:1                                              | Kleine Walachei Rumänien                         |
| 2010/11 | Estádio Cidade de Barcelos Braga, Portugal               | Braga Portugal                                   | 2:1                                              | Leinster & Munster Irland                        |
| 2012/13 | Stadio Delle Terme Abano Terme, Italien                  | Venetien Italien                                 | 0:0 5:4 i. E.                                    | Katalonien Spanien                               |
| 2014/15 | Tallaght Stadium Dublin, Irland                          | Eastern Region Irland                            | 1:0                                              | Zagreb Kroatien                                  |
| 2016/17 | TFF Riva Stadium Istanbul, Türkei                        | Zagreb Kroatien                                  | 1:0                                              | Munster & Connacht Irland                        |
| 2019    | Wacker-Arena Burghausen, Deutschland                     | Niederschlesien Polen                            | 3:2                                              | Bayern Deutschland                               |
| 2021    | Nicht Ausgespielt aufgrund der COVID-19-Pandemie         | Nicht Ausgespielt aufgrund der COVID-19-Pandemie | Nicht Ausgespielt aufgrund der COVID-19-Pandemie | Nicht Ausgespielt aufgrund der COVID-19-Pandemie |
| 2023    | Campo Municipal de A Lomba Vilagarcía de Arousa, Spanien | Galizien Spanien                                 | 3:1                                              | Belgrad Serbien                                  |
| 2025    | Stadio di Acquaviva Acquaviva, San Marino                | Aragonien Spanien                                | 1:0 n. V.                                        | Niederschlesien Polen                            |